# Europamästerskapet i volleyboll för damer 1971
Europamästerskapet 1971 i volleyboll för damer hölls 23 september till 1 oktober 1971 i Bologna, Gorizia, Imola, Modena och Reggio nell'Emilia, Italien. Det var 8:e upplagan av turneringen och 18 landslag från CEV:s medlemsförbund deltog. Sovjetunionen blev mästare för 7:e gången genom att besegra Tjeckoslovakien i finalen.

## Arenor
|                                                            |                                                                 |                                                     |
|                                                            |                                                                 |                                                     |
| PalaDozza Stad: Bologna Kapacitet: 5 570 Öppnad: 1956      | Palazzetto dello Sport Stad: Gorizia Kapacitet: - Öppnad: -     | PalaRuggi Stad: Imola Kapacitet: 2 000 Öppnad: 1970 |
|                                                            |                                                                 |                                                     |
| Palazzetto dello Sport Stad: Modena Kapacitet: - Öppnad: - | PalaBigi Stad: Reggio nell'Emilia Kapacitet: 4 600 Öppnad: 1968 |                                                     |

## Regelverk

### Format
- Lagen spelade först ett gruppspel i sex grupper om tre lag där alla möte alla lag i samma grupp.
- Det första laget i varje grupp gick vidare till nytt gruppspel om platserna 1-6
- Det andra laget i varje grupp gick vidare till nytt gruppspel om platserna 7-12
- Det tredje laget i varje grupp gick vidare till nytt gruppspel om platserna 13-18

### Metod för att bestämma tabellplacering
Laget som vann en match tilldelades 2 poäng och laget som förlorade tilldelades 1 poäng. 
Rankningsordningen i serien definierades utifrån:
- Poäng
- Kvot vunna / förlorade set
- Kvot vunna / förlorade poäng.
- Inbördes möte(n)

## Deltagande lag
| Lag             | Deltog senast        |
| --------------- | -------------------- |
| Österrike       | Rumänien 1963        |
| Bulgarien       | Turkiet 1967         |
| Tjeckoslovakien | Turkiet 1967         |
| Danmark         | Rumänien 1963        |
| Frankrike       | Tjeckoslovakien 1958 |
| Östtyskland     | Turkiet 1967         |
| Västtyskland    | Turkiet 1967         |
| England         | Debut                |
| Israel          | Turkiet 1967         |
| Italien         | Turkiet 1967         |
| Jugoslavien     | Rumänien 1963        |
| Nederländerna   | Turkiet 1967         |
| Polen           | Turkiet 1967         |
| Rumänien        | Turkiet 1967         |
| Sverige         | Turkiet 1967         |
| Schweiz         | Turkiet 1967         |
| Ungern          | Turkiet 1967         |
| Sovjetunionen   | Turkiet 1967         |

## Turneringen

### Gruppspelsfasen
| Grupp A       | Grupp B   | Grupp C         | Grupp D     | Grupp E | Grupp F       |
| ------------- | --------- | --------------- | ----------- | ------- | ------------- |
| Sverige       | Österrike | Tjeckoslovakien | Östtyskland | England | Bulgarien     |
| Schweiz       | Italien   | Frankrike       | Jugoslavien | Israel  | Danmark       |
| Sovjetunionen | Polen     | Västtyskland    | Rumänien    | Ungern  | Nederländerna |

#### Grupp A

##### Resultat
| 23 september 1971 Palazzetto dello Sport, Gorizia Speltid: ? - Åskådare: ? | Sovjetunionen | 3 - 0 | Sverige | 15-1, 15-5, 15-1    |
| 24 september 1971 Palazzetto dello Sport, Gorizia Speltid: ? - Åskådare: ? | Sovjetunionen | 3 - 0 | Schweiz | 15-3, 15-4, 15-0    |
| 25 september 1971 Palazzetto dello Sport, Gorizia Speltid: ? - Åskådare: ? | Schweiz       | 3 - 1 | Sverige | 10-15, 15-10, 15-12 |

##### Sluttabell
| Pos. | Lag           | Pt | G | V | P | VS | FS | Kvot  | VP | FP  | Kvot  |
| ---- | ------------- | -- | - | - | - | -- | -- | ----- | -- | --- | ----- |
| 1.   | Sovjetunionen | 4  | 2 | 2 | 0 | 6  | 0  | MAX   | 90 | 14  | 6,428 |
| 2.   | Schweiz       | 3  | 2 | 1 | 1 | 3  | 4  | 0,750 | 62 | 92  | 0,673 |
| 3.   | Sverige       | 2  | 2 | 0 | 2 | 1  | 6  | 0,166 | 54 | 100 | 0,540 |

      Vidare till spel om plats 1-6.
      Vidare till spel om plats 7-12.
      Vidare till spel om plats 13-18.

#### Grupp B

##### Resultat
| 23 september 1971 Palazzetto dello Sport, Gorizia Speltid: ? - Åskådare: ? | Italien | 3 - 0 | Österrike | 15-2, 15-2, 15-5  |
| 24 september 1971 Palazzetto dello Sport, Gorizia Speltid: ? - Åskådare: ? | Polen   | 3 - 0 | Italien   | 15-4, 15-7, 15-10 |
| 25 september 1971 Palazzetto dello Sport, Gorizia Speltid: ? - Åskådare: ? | Polen   | 3 - 0 | Österrike | 15-0, 15-1, 15-1  |

##### Sluttabell
| Pos. | Lag       | Pt | G | V | P | VS | FS | Kvot  | VP | FP | Kvot  |
| ---- | --------- | -- | - | - | - | -- | -- | ----- | -- | -- | ----- |
| 1.   | Polen     | 4  | 2 | 2 | 0 | 6  | 0  | MAX   | 90 | 23 | 3,913 |
| 2.   | Italien   | 3  | 2 | 1 | 1 | 3  | 3  | 1,000 | 66 | 54 | 1,222 |
| 3.   | Österrike | 2  | 2 | 0 | 2 | 0  | 6  | 0,000 | 11 | 90 | 0,122 |

      Vidare till spel om plats 1-6.
      Vidare till spel om plats 7-12.
      Vidare till spel om plats 13-18.

#### Grupp C

##### Resultat
| 23 september 1971 PalaBigi, Reggio nell'Emilia Speltid: ? - Åskådare: ? | Västtyskland    | 3 - 2 | Frankrike    | 10-15, 15-3, 14-16, 15-8, 15-0 |
| 24 september 1971 PalaBigi, Reggio nell'Emilia Speltid: ? - Åskådare: ? | Tjeckoslovakien | 3 - 0 | Frankrike    | 15-4, 15-2, 15-6               |
| 25 september 1971 PalaBigi, Reggio nell'Emilia Speltid: ? - Åskådare: ? | Tjeckoslovakien | 3 - 0 | Västtyskland | 15-0, 15-7, 15-1               |

##### Sluttabell
| Pos. | Lag             | Pt | G | V | P | VS | FS | Kvot  | VP | FP  | Kvot  |
| ---- | --------------- | -- | - | - | - | -- | -- | ----- | -- | --- | ----- |
| 1.   | Tjeckoslovakien | 4  | 2 | 2 | 0 | 6  | 0  | MAX   | 90 | 20  | 4,500 |
| 2.   | Västtyskland    | 3  | 2 | 1 | 1 | 3  | 5  | 0,600 | 77 | 87  | 0,885 |
| 3.   | Frankrike       | 2  | 2 | 0 | 2 | 2  | 6  | 0,333 | 54 | 114 | 0,473 |

      Vidare till spel om plats 1-6.
      Vidare till spel om plats 7-12.
      Vidare till spel om plats 13-18.

#### Grupp D

##### Resultat
| 23 september 1971 PalaBigi, Reggio nell'Emilia Speltid: ? - Åskådare: ? | Östtyskland | 3 - 0 | Jugoslavien | 15-6, 15-7, 15-1                |
| 24 september 1971 PalaBigi, Reggio nell'Emilia Speltid: ? - Åskådare: ? | Östtyskland | 3 - 2 | Rumänien    | 15-7, 8-15, 16-14, 13-15, 15-12 |
| 25 september 1971 PalaBigi, Reggio nell'Emilia Speltid: ? - Åskådare: ? | Rumänien    | 3 - 0 | Jugoslavien | 15-2, 15-7, 15-1                |

##### Sluttabell
| Pos. | Lag         | Pt | G | V | P | VS | FS | Kvot  | VP  | FP | Kvot  |
| ---- | ----------- | -- | - | - | - | -- | -- | ----- | --- | -- | ----- |
| 1.   | Östtyskland | 4  | 2 | 2 | 0 | 6  | 2  | 3,000 | 112 | 77 | 1,454 |
| 2.   | Rumänien    | 3  | 2 | 1 | 1 | 5  | 3  | 1,666 | 108 | 77 | 1,402 |
| 3.   | Jugoslavien | 2  | 2 | 0 | 2 | 0  | 6  | 0,000 | 24  | 90 | 0,266 |

      Vidare till spel om plats 1-6.
      Vidare till spel om plats 7-12.
      Vidare till spel om plats 13-18.

#### Grupp E

##### Resultat
| 23 september 1971 PalaRuggi, Imola Speltid: ? - Åskådare: ? | Ungern | 3 - 0 | Israel  | 15-7, 15-7, 15-6 |
| 24 september 1971 PalaRuggi, Imola Speltid: ? - Åskådare: ? | Ungern | 3 - 0 | England | 15-1, 15-1, 15-1 |
| 25 september 1971 PalaRuggi, Imola Speltid: ? - Åskådare: ? | Israel | 3 - 0 | England | 15-2, 15-2, 15-8 |

##### Sluttabell
| Pos. | Lag     | Pt | G | V | P | VS | FS | Kvot  | VP | FP | Kvot  |
| ---- | ------- | -- | - | - | - | -- | -- | ----- | -- | -- | ----- |
| 1.   | Ungern  | 4  | 2 | 2 | 0 | 6  | 0  | MAX   | 90 | 23 | 3,913 |
| 2.   | Israel  | 3  | 2 | 1 | 1 | 3  | 3  | 1,000 | 65 | 57 | 1,140 |
| 3.   | England | 2  | 2 | 0 | 2 | 0  | 6  | 0,000 | 15 | 90 | 0,166 |

      Vidare till spel om plats 1-6.
      Vidare till spel om plats 7-12.
      Vidare till spel om plats 13-18.

#### Grupp F

##### Resultat
| 23 september 1971 Palazzetto dello Sport, Modena Speltid: ? - Åskådare: ? | Nederländerna | 3 - 0 | Danmark       | 15-8, 15-4, 15-5       |
| 24 september 1971 Palazzetto dello Sport, Modena Speltid: ? - Åskådare: ? | Bulgarien     | 3 - 0 | Danmark       | 15-2, 15-3, 15-3       |
| 25 september 1971 Palazzetto dello Sport, Modena Speltid: ? - Åskådare: ? | Bulgarien     | 3 - 1 | Nederländerna | 9-15, 15-5, 15-6, 15-3 |

##### Sluttabell
| Pos. | Lag           | Pt | G | V | P | VS | FS | Kvot  | VP | FP | Kvot  |
| ---- | ------------- | -- | - | - | - | -- | -- | ----- | -- | -- | ----- |
| 1.   | Bulgarien     | 4  | 2 | 2 | 0 | 6  | 1  | 6,000 | 99 | 37 | 2,675 |
| 2.   | Nederländerna | 3  | 2 | 1 | 1 | 4  | 3  | 1,333 | 74 | 71 | 1,042 |
| 3.   | Danmark       | 2  | 2 | 0 | 2 | 0  | 6  | 0,000 | 25 | 90 | 0,277 |

      Vidare till spel om plats 1-6.
      Vidare till spel om plats 7-12.
      Vidare till spel om plats 13-18.

### Slutspelsfasen

#### Spel om plats 1-6

##### Resultat
| 27 september 1971 PalaBigi, Reggio nell'Emilia Speltid: ? - Åskådare: ? | Sovjetunionen   | 3 - 0 | Östtyskland     | 15-4, 15-6, 15-7                |
| 27 september 1971 PalaBigi, Reggio nell'Emilia Speltid: ? - Åskådare: ? | Bulgarien       | 3 - 2 | Ungern          | 15-9, 15-9, 9-15, 10-15, 15-10  |
| 27 september 1971 PalaBigi, Reggio nell'Emilia Speltid: ? - Åskådare: ? | Tjeckoslovakien | 3 - 0 | Polen           | 15-13, 15-4, 15-8               |
| 28 september 1971 PalaBigi, Reggio nell'Emilia Speltid: ? - Åskådare: ? | Polen           | 3 - 0 | Ungern          | 15-11, 15-12, 15-12             |
| 28 september 1971 PalaBigi, Reggio nell'Emilia Speltid: ? - Åskådare: ? | Sovjetunionen   | 3 - 0 | Tjeckoslovakien | 15-11, 15-6, 15-8               |
| 28 september 1971 PalaBigi, Reggio nell'Emilia Speltid: ? - Åskådare: ? | Bulgarien       | 3 - 2 | Östtyskland     | 15-5, 11-15, 15-12, 7-15, 15-11 |
| 29 september 1971 PalaBigi, Reggio nell'Emilia Speltid: ? - Åskådare: ? | Polen           | 3 - 0 | Östtyskland     | 15-11, 15-12, 15-10             |
| 29 september 1971 PalaBigi, Reggio nell'Emilia Speltid: ? - Åskådare: ? | Sovjetunionen   | 3 - 0 | Bulgarien       | 15-1, 15-3, 15-8                |
| 29 september 1971 PalaBigi, Reggio nell'Emilia Speltid: ? - Åskådare: ? | Tjeckoslovakien | 3 - 1 | Ungern          | 9-15, 15-5, 15-13, 15-11        |
| 30 september 1971 PalaBigi, Reggio nell'Emilia Speltid: ? - Åskådare: ? | Ungern          | 3 - 0 | Östtyskland     | 15-10, 16-14, 15-2              |
| 30 september 1971 PalaBigi, Reggio nell'Emilia Speltid: ? - Åskådare: ? | Sovjetunionen   | 3 - 0 | Polen           | 15-8, 15-6, 15-13               |
| 30 september 1971 PalaBigi, Reggio nell'Emilia Speltid: ? - Åskådare: ? | Tjeckoslovakien | 3 - 0 | Bulgarien       | 15-9, 15-12, 15-7               |
| 1º oktober 1971 PalaBigi, Reggio nell'Emilia Speltid: ? - Åskådare: ?   | Tjeckoslovakien | 3 - 2 | Östtyskland     | 15-10, 12-15, 15-12, 6-15, 15-6 |
| 1º oktober 1971 PalaBigi, Reggio nell'Emilia Speltid: ? - Åskådare: ?   | Polen           | 3 - 2 | Bulgarien       | 15-2, 15-6, 10-15, 14-16, 15-7  |
| 1º oktober 1971 PalaBigi, Reggio nell'Emilia Speltid: ? - Åskådare: ?   | Sovjetunionen   | 3 - 0 | Ungern          | 15-2, 15-5, 15-4                |

##### Sluttabell
| Pos. | Lag             | Pt | G | V | P | VS | FS | Kvot  | VP  | FP  | Kvot  |
| ---- | --------------- | -- | - | - | - | -- | -- | ----- | --- | --- | ----- |
| 1.   | Sovjetunionen   | 10 | 5 | 5 | 0 | 15 | 0  | MAX   | 225 | 92  | 2,445 |
| 2.   | Tjeckoslovakien | 9  | 5 | 4 | 1 | 12 | 6  | 2,000 | 232 | 200 | 1,160 |
| 3.   | Polen           | 8  | 5 | 3 | 2 | 9  | 8  | 1,125 | 211 | 204 | 1,034 |
| 4.   | Bulgarien       | 7  | 5 | 2 | 3 | 8  | 13 | 0,615 | 213 | 275 | 0,774 |
| 5.   | Ungern          | 6  | 5 | 1 | 4 | 6  | 12 | 0,500 | 194 | 234 | 0,829 |
| 6.   | Östtyskland     | 5  | 5 | 0 | 5 | 4  | 15 | 0,266 | 192 | 262 | 0,732 |

#### Spel om plats 7-12

##### Resultat
| 27 september 1971 PalaDozza, Bologna Speltid: ? - Åskådare: ? | Västtyskland  | 3 - 2 | Israel        | 12-15, 11-15, 15-5, 15-3, 15-13 |
| 27 september 1971 PalaDozza, Bologna Speltid: ? - Åskådare: ? | Rumänien      | 3 - 0 | Nederländerna | 15-6, 15-3, 15-0                |
| 27 september 1971 PalaDozza, Bologna Speltid: ? - Åskådare: ? | Italien       | 3 - 0 | Schweiz       | 15-12, 15-12, 15-10             |
| 28 september 1971 PalaDozza, Bologna Speltid: ? - Åskådare: ? | Rumänien      | 3 - 0 | Västtyskland  | 15-6, 15-7, 15-5                |
| 28 september 1971 PalaDozza, Bologna Speltid: ? - Åskådare: ? | Italien       | 3 - 0 | Israel        | 15-2, 15-10, 15-5               |
| 28 september 1971 PalaDozza, Bologna Speltid: ? - Åskådare: ? | Nederländerna | 3 - 0 | Schweiz       | 15-13, 15-3, 15-11              |
| 29 september 1971 PalaDozza, Bologna Speltid: ? - Åskådare: ? | Västtyskland  | 3 - 0 | Schweiz       | 15-11, 15-6, 15-8               |
| 29 september 1971 PalaDozza, Bologna Speltid: ? - Åskådare: ? | Italien       | 3 - 0 | Nederländerna | 15-13, 15-11, 15-11             |
| 29 september 1971 PalaDozza, Bologna Speltid: ? - Åskådare: ? | Rumänien      | 3 - 0 | Israel        | 15-5, 15-6, 15-2                |
| 30 september 1971 PalaDozza, Bologna Speltid: ? - Åskådare: ? | Rumänien      | 3 - 0 | Schweiz       | 15-7, 15-2, 15-4                |
| 30 september 1971 PalaDozza, Bologna Speltid: ? - Åskådare: ? | Nederländerna | 3 - 1 | Israel        | 15-10, 15-8, 8-15, 15-11        |
| 30 september 1971 PalaDozza, Bologna Speltid: ? - Åskådare: ? | Italien       | 3 - 0 | Västtyskland  | 15-10, 2-15, 11-15, 17-15, 15-5 |
| 1º oktober 1971 PalaDozza, Bologna Speltid: ? - Åskådare: ?   | Israel        | 3 - 0 | Schweiz       | 15-7, 15-3, 15-10               |
| 1º oktober 1971 PalaDozza, Bologna Speltid: ? - Åskådare: ?   | Nederländerna | 3 - 1 | Västtyskland  | 14-16, 15-9, 15-11, 15-4        |
| 1º oktober 1971 PalaDozza, Bologna Speltid: ? - Åskådare: ?   | Rumänien      | 3 - 0 | Italien       | 15-3, 15-4, 15-10               |

##### Sluttabell
| Pos. | Lag           | Pt | G | V | P | VS | FS | Kvot  | VP  | FP  | Kvot  |
| ---- | ------------- | -- | - | - | - | -- | -- | ----- | --- | --- | ----- |
| 1.   | Rumänien      | 10 | 5 | 5 | 0 | 15 | 0  | MAX   | 225 | 70  | 3,214 |
| 2.   | Italien       | 9  | 5 | 4 | 1 | 12 | 5  | 2,400 | 212 | 191 | 1,109 |
| 3.   | Nederländerna | 8  | 5 | 3 | 2 | 9  | 8  | 1,125 | 201 | 201 | 1,000 |
| 4.   | Västtyskland  | 7  | 5 | 2 | 3 | 9  | 11 | 0,818 | 231 | 240 | 0,962 |
| 5.   | Israel        | 6  | 5 | 1 | 4 | 6  | 12 | 0,500 | 170 | 231 | 0,735 |
| 6.   | Schweiz       | 5  | 5 | 0 | 5 | 0  | 15 | 0,000 | 119 | 225 | 0,528 |

#### Spel om plats 13-18

##### Resultat
| 27 september 1971 PalaBigi, Reggio nell'Emilia Speltid: ? - Åskådare: ? | Jugoslavien | 3 - 0 | Österrike   | 15-6, 15-0, 15-8                |
| 27 september 1971 PalaBigi, Reggio nell'Emilia Speltid: ? - Åskådare: ? | Danmark     | 3 - 0 | England     | 15-12, 15-10, 15-13             |
| 27 september 1971 PalaBigi, Reggio nell'Emilia Speltid: ? - Åskådare: ? | Frankrike   | 3 - 0 | Sverige     | 15-2, 15-5, 15-7                |
| 28 september 1971 PalaBigi, Reggio nell'Emilia Speltid: ? - Åskådare: ? | Frankrike   | 3 - 2 | Jugoslavien | 15-6, 11-15, 15-13, 7-15, 15-12 |
| 28 september 1971 PalaBigi, Reggio nell'Emilia Speltid: ? - Åskådare: ? | Sverige     | 3 - 0 | England     | 15-8, 15-7, 15-13               |
| 28 september 1971 PalaBigi, Reggio nell'Emilia Speltid: ? - Åskådare: ? | Danmark     | 3 - 0 | Österrike   | 15-4, 16-14, 15-6               |
| 29 september 1971 PalaBigi, Reggio nell'Emilia Speltid: ? - Åskådare: ? | Jugoslavien | 3 - 0 | England     | 15-1, 15-5, 15-1                |
| 29 september 1971 PalaBigi, Reggio nell'Emilia Speltid: ? - Åskådare: ? | Sverige     | 3 - 1 | Danmark     | 15-6, 12-15, 15-2, 15-13        |
| 29 september 1971 PalaBigi, Reggio nell'Emilia Speltid: ? - Åskådare: ? | Frankrike   | 3 - 0 | Österrike   | 15-4, 15-2, 15-8                |
| 30 september 1971 PalaBigi, Reggio nell'Emilia Speltid: ? - Åskådare: ? | Frankrike   | 3 - 0 | Danmark     | 15-6, 15-9, 15-3                |
| 30 september 1971 PalaBigi, Reggio nell'Emilia Speltid: ? - Åskådare: ? | Jugoslavien | 3 - 0 | Sverige     | 15-9, 15-4, 15-3                |
| 30 september 1971 PalaBigi, Reggio nell'Emilia Speltid: ? - Åskådare: ? | Österrike   | 3 - 0 | England     | 15-6, 15-4, 15-8                |
| 1º oktober 1971 PalaBigi, Reggio nell'Emilia Speltid: ? - Åskådare: ?   | Frankrike   | 3 - 0 | England     | 15-6, 15-1, 15-3                |
| 1º oktober 1971 PalaBigi, Reggio nell'Emilia Speltid: ? - Åskådare: ?   | Jugoslavien | 3 - 0 | Danmark     | 15-12, 15-2, 15-11              |
| 1º oktober 1971 PalaBigi, Reggio nell'Emilia Speltid: ? - Åskådare: ?   | Sverige     | 3 - 1 | Österrike   | 3-15, 15-8, 15-7, 15-9          |

##### Sluttabell
| Pos. | Lag         | Pt | G | V | P | VS | FS | Kvot  | VP  | FP  | Kvot  |
| ---- | ----------- | -- | - | - | - | -- | -- | ----- | --- | --- | ----- |
| 1.   | Frankrike   | 10 | 5 | 5 | 0 | 15 | 2  | 7,500 | 243 | 117 | 2,076 |
| 2.   | Jugoslavien | 9  | 5 | 4 | 1 | 14 | 3  | 4,666 | 241 | 125 | 1,928 |
| 3.   | Sverige     | 8  | 5 | 3 | 2 | 9  | 8  | 1,125 | 180 | 193 | 0,932 |
| 4.   | Danmark     | 7  | 5 | 2 | 3 | 7  | 9  | 0,777 | 170 | 206 | 0,825 |
| 5.   | Österrike   | 6  | 5 | 1 | 4 | 4  | 12 | 0,333 | 136 | 202 | 0,673 |
| 6.   | England     | 5  | 5 | 0 | 5 | 0  | 15 | 0,000 | 98  | 225 | 0,435 |

## Slutplaceringar
| Pos | Lag             | Turnering                   |
| --- | --------------- | --------------------------- |
|     | Sovjetunionen   | FIVB World Cup 1973 EM 1975 |
|     | Tjeckoslovakien | OS 1972 EM 1975             |
|     | Polen           | EM 1975                     |
| 4   | Bulgarien       | EM 1975                     |
| 5   | Ungern          | EM 1975                     |
| 6   | Östtyskland     |                             |
| 7   | Rumänien        |                             |
| 8   | Italien         |                             |
| 9   | Nederländerna   |                             |
| 10  | Västtyskland    |                             |
| 11  | Israel          |                             |
| 12  | Schweiz         |                             |
| 13  | Frankrike       |                             |
| 14  | Jugoslavien     |                             |
| 15  | Sverige         |                             |
| 16  | Danmark         |                             |
| 17  | Österrike       |                             |
| 18  | England         |                             |